# 男はつらいよ 寅次郎と殿様
『男はつらいよ 寅次郎と殿様』（おとこはつらいよ とらじろうととのさま）は、1977年8月6日に公開された日本映画。『男はつらいよ』シリーズの19作目。同時上映は中村雅俊主演の『坊ちゃん』。

## あらすじ
寅次郎が旅先でみた夢では、寅次郎は鞍馬天狗であり、杉作を連れた妹のさくらと再会する。
端午の節句を迎えた柴又に寅次郎が帰ってくるが、満男のために買ったこいのぼりを巡って早速一悶着を起こしてしまい、また、とらやで飼い始めた犬に「トラ」と名付けたのが気に入らず、すぐさま旅に出てしまう。
寅次郎は、仕事で伊予大洲市に立ち寄った晩、旅館で一人の女性（真野響子）を見かけ、何やら寂しげな様子を察して彼女に鮎料理をご馳走した縁で、短い会話を交わす。彼女が東京の葛飾区堀切に住んでいると聞き、寅次郎も葛飾区柴又の帝釈天参道に自分の実家があることを告げる。
翌日寅次郎は、大洲城の近くで偶然に知り合った老人（嵐寛寿郎）の家に招待される。二人連れ立って歩いていると町の人々が老人に丁寧に挨拶するのを不思議に思うが、実は老人の正体は大洲の殿様の子孫・藤堂久宗だった。執事の吉田（三木のり平）に手を焼かれるくらい浮世離れした殿様であったが、すっかり寅次郞のことを気に入ってしまう。
寅次郎が東京人だと知った殿様は、東京で亡くなったという次男の話をする。次男には嫁の「まりこ」がいたが、その結婚を「身分違い」として認めず勘当同然の扱いをしたと言う。今はすっかり反省した殿様は、せめて顔も知らない「まりこ」に会って謝りたいと、寅次郎に探してくれるように依頼する。例によって酒の勢いで安請け合いした寅次郎だが、殿様は完全に信用しきっており、寅を追いかけて上京してしまった。困り果てた寅次郎はとらやの面々も巻き込み、「東京にいるまりこ」という情報だけで自分の足で「まりこ」を探そうとするが、当然上手くいかない。
寅次郎が逃げだそうとするところに、かつて大洲で出会った例の女性が寅次郞を訪ねて現れた。彼女の名前が「まりこ（鞠子）」で、大洲出身の「藤堂」という苗字の夫と死に別れたと聞いて、寅次郎が探していた女性だと分かる。その報を聞いてとらやを訪れた殿様は鞠子に心からの感謝の気持ちを伝え、冗談も言えるほどに心を通じ合わせる。
さて、寅次郎は例によって鞠子に惚れてしまうが、その頃、吉田が殿様の寅次郎宛の手紙を持って上京してきた。その手紙には、鞠子に大洲の自分の屋敷に来て暮らしてほしいということ、そして寅次郞と結婚してほしいということが書かれてあった。有頂天になった寅次郞は、さくらに鞠子の気持ちを訊くように頼む。しかし、さくらに連れられとらやを訪れた鞠子は、大洲に行くことは考えさせてほしいと答え、その理由として、長い目で再婚を考えている職場の同僚がいることを挙げるのだった。
殿様の手紙の寅次郞との結婚の部分について鞠子にまったく触れなかったさくらと寅次郞だが、寅次郞は、亡き夫の思い出を心に深く残す鞠子の気持ちを理解してくれる男性が、自分のほかにいるのだろうかと未練を残す。さくらはそんな寅次郞の心中を思いやって、涙する。
最後のエピソードは、ラジオ放送で高校野球をやっているような盛夏にもかかわらず、南国の大洲にいる寅次郞からの電話で始まる。寅次郞は、殿様にますます気に入られ、殿様の意をくんだ吉田に追い回されているのであった。

## キャスト
- 車寅次郎：渥美清
- 諏訪さくら：倍賞千恵子
- 堤鞠子（マドンナ）：真野響子
- 車竜造（おいちゃん）：下條正巳
- 車つね（おばちゃん）：三崎千恵子
- 諏訪博：前田吟
- 桂梅太郎（タコ社長）：太宰久雄
- 源公：佐藤蛾次郎
- 諏訪満男：中村はやと
- 党首 : 吉田義夫
- 巡査：寺尾聰
- 藤堂宗通：平田昭彦（東宝）
- 御前様：笠智衆
- 藤代佳子
- 伊洲屋旅館の女将：斎藤美和
- こずえ : 田中世津子
- モデル : ロジェ中山
- 印刷工・中村 : 笠井一彦
- 印刷工 : 羽生昭彦
- 印刷工 : 長谷川英敏
- 印刷工 : 木村賢治
- 天麩羅屋の旦那 : 林家源平
- カメラマン：津嘉山正種
- カメラマン助手 : 久世龍之介
- 伊洲屋旅館仲居・おふみ : 谷よしの
- 臨月の主婦 : 光映子
- 岡持ち : 岡本茉莉
- 殿様（藤堂久宗）：嵐寛寿郎
- 執事（吉田六郎太）：三木のり平
- 山賊の一味：上條恒彦（ノンクレジット）
- 仕出し屋 : 露木幸次（ノンクレジット）

## ロケ地
- 愛媛県伊予市(下灘駅)、松山市(厳島神社)、大洲市(肱川河岸、大洲城址、旧加藤家住宅)
- 東京都葛飾区(青戸団地・鞠子宅)、中央区(晴海・東洋埠頭倉庫・鞠子の勤務地)
- 神奈川県鎌倉市(大船駅前・啖呵売(小岩駅という設定))

佐藤(2019)、p.624より

## エピソード
- 大洲は江戸時代初期に藤堂高虎が領していたことがあるが、その後は脇坂家、加藤家が領しており、廃藩置県時の領主が藤堂家だというのはフィクションである。
- 主題歌の２番の歌詞は、『寅次郎夕焼け小焼け』と同じ。
- 殿様の孫の役として、遠藤龍之介（遠藤周作の長男、のちのフジテレビ社長）がエキストラ出演している。当時大学生だった遠藤は、映画好きの父・周作が山田洋次に「息子を現場で勉強させてくれ」と頼み込んだことがきっかけで制作スタッフの末端で働いていた[1]。
- 珍しくとらやの店内を俯瞰で撮影しているシーンがある。
- DVDに収録されている特典映像の特報と予告編には以下のようなカットシーンが収録されている。
  - 砂利の海岸で佇む寅のシーン。
  - 殿様が初めてとらやへやってくるシーンで、寅と共にとらやへ訪れる設定になっている。
  - とらやの軒先で、さくらと鞠子が談笑するシーン。
  - 吉田が手帳を片手に家を探しているシーン。
  - 寅が雨傘を売(バイ)するシーン。
  - 寅が橋を渡っているシーン。
  - 石垣の上から500円札を落とすシーンで、予告編では途中の木の枝に500円札がぶつかってしまっている。
  - ラムネを注文するシーンで本編では「そのラムネくれや　2本」であるが、予告編では「ラムネ1本くれや」になっている。
  - ラストシーンで、大洲で吉田が「今夜宇和島で花火がございますからね」というシーンで予告編ではアイスクリーム売りの自転車が後ろを横切っているが、本編では後方で子供がアイスを買っている。

## スタッフ
- 監督・原作：山田洋次
- 脚本：山田洋次、朝間義隆
- 製作：島津清
- 音楽：山本直純

## 記録
- 観客動員：140万2000人[2]
- 配給収入：8億4900万円（1977年邦画配給収入第9位）[3]（8億2000万円[2]とも）
- 上映時間：99分